# Australie aux Jeux olympiques d'été de 1976
L'Australie participe aux Jeux olympiques d'été de 1976 à Montréal au Canada. 180 athlètes australiens, 146 hommes et 34 femmes, ont participé à 115 compétitions dans 20 sports. Ils y ont obtenu cinq médailles : une d'argent et quatre de bronze.

## Médailles
| Médaille | Discipline       | Épreuve                        | Athlète | Performance | Date |
| -------- | ---------------- | ------------------------------ | --- | ----------- | ---- |
| Argent   | Hockey sur gazon | Hommes                         | David Bell, Greg Browning, Rick Charlesworth, Ian Cooke, Barry Dancer, Douglas Golder, Robert Haigh, Wayne Hammond, Jim Irvine, Malcolm Poole, Robert Proctor, Graeme Reid, Ronald Riley, Trevor Smith, Terry Walsh |             |      |
| Bronze   | Natation         | 1 500 mètres nage libre hommes | Stephen Holland |             |      |
| Bronze   | Voile            | 470                            | Ian Brown Ian Ruff |             |      |
| Bronze   | Voile            | Finn                           | John Bertrand |             |      |
| Bronze   | Équitation       | Concours complet par équipe.   | Wayne Roycroft Mervyn Bennet Bill Roycroft Denis Pigott |             |      |